# Język maoryski
Język maoryski, język maori, język maoryjski (Reo Māori) – język Maorysów, jeden z trzech języków urzędowych Nowej Zelandii (pozostałe to język angielski i nowozelandzki język migowy). Według danych Ethnologue (SIL International) posługuje się nim 160 tys. osób. Wśród Maorysów częsta jest dwujęzyczność, przy czym większość z nich (w tym młodsze pokolenie) preferuje angielski jako swój główny język.

## Alfabet
W dawnych czasach język maoryski nie miał alfabetu i był wyłącznie językiem mówionym. Piśmiennictwo w języku maoryskim zaczęło powstawać w XIX wieku, w miarę nawiązywania kontaktów z europejskimi misjonarzami, żeglarzami, wielorybnikami i kupcami.
Alfabet maoryski składa się z 13 liter oraz dwóch dwuznaków (ng wh).
Pięć samogłosek może być krótkich lub długich. Długość samogłoski oznacza się makronem (nadkreślnikiem): Aa Āā Ee Ēē Hh Ii Īī Kk Mm Nn Oo Ōō Pp Rr Tt Uu Ūū Ww.
Długość samogłoski może różnicować znaczenie wyrazów – to znaczy, że istnieją słowa różniące się wyłącznie długością samogłoski (lub samogłosek), na przykład:
- keke – ciasto; kēkē – pacha
- ata – ranek; āta – ostrożnie.

| Litery | IPA       |
| ------ | --------- |
| a      | /a/, /ɑː/ |
| e      | /e/, /eː/ |
| i      | /i/, /iː/ |
| o      | /ɔ/, /o/  |
| u      | /u/       |
| p      | /p/       |
| t      | /t/       |
| k      | /k/       |
| m      | /m/       |
| n      | /n/       |
| ng     | /ŋ/       |
| wh     | /f/, /ɸ/  |
| r      | /r/       |
| h      | /h/       |
| w      | /w/       |